# Macky Sall
Macky Sall (Fatick, 11 de diciembre de 1961) es un político e ingeniero senegalés que se desempeñó como el cuarto presidente de Senegal desde el 2 de abril de 2012 hasta el 2 de abril de 2024. Anteriormente fue primer ministro durante el gobierno de Abdoulaye Wade desde 2004 hasta 2007, cuando renuncia para formar parte de la oposición. Electo presidente de la Asamblea hasta 2008, año en que funda el partido Alianza por la República con el que gana las elecciones presidenciales en la segunda vuelta el 25 de marzo de 2012. En las elecciones de 2019, Sall volvió a salir elegido presidente con amplia mayoría.
Su presidencia desembocó, sobre todo durante su segundo mandato, en una grave crisis política y económica. La pobreza aumentó en el país y Senegal cayó doce puestos en la clasificación mundial de países por su índice de desarrollo humano, del 157º al 169º. También aplicó una política represiva contra la oposición.

## Primeros años
Nació en Fatick el 11 de diciembre de 1961. Licenciado en ingeniería geológica, fue nombrado secretario general de Convenciones Regionales en 1998 y posteriormente secretario nacional del Partido Democrático Senegalés (PDS). Más tarde sería nombrado asesor de la Industria de las Minas por el presidente Wade en 2000. Un año más tarde pasó a convertirse en ministro de Minas. Electo alcalde de Fatick en las elecciones de 2002.
Ocupó también los cargos de portavoz del Gobierno, primer ministro en sustitución de Idrissa Seck y, en 2004, vicepresidente del PDS. Fue jefe de campaña en las elecciones de 2007 para la reelección del presidente Wade, en las que salió victorioso, resultando también Sall reelecto para el cargo de primer ministro, al que posteriormente renunciaría.

## Elecciones de la Asamblea
Para las elecciones presidenciales de Senegal de 2007, Sall, que agrupaba una gran coalición oficialista, resultó elegido presidente de la Asamblea Nacional con 143 de los 146 diputados. A finales de 2007, las relaciones entre el presidente Wade y Sall se deterioraron por la creciente participación del hijo del presidente, Karim, en los asuntos legislativos. En 2008, Sall fue sustituido de su cargo de vicepresidente del PDS y se aprobó una enmienda que reducía el cargo de presidente de la Asamblea de cinco años a uno. A principios de enero de 2008, Wade y Sall hicieron las paces. Sin embargo, Sall continuó en desacuerdo con dirigentes del PDS que exigían su destitución en la Asamblea. 
El 13 de octubre se aprobó el acta de reducción presidencial de la Asamblea para un período de un año, apoyada por el presidente Wade. A pesar de la intención de Sall de permanecer en su puesto, en noviembre fue aprobada por unanimidad su destitución, así como su expulsión del PDS, lo que le costó su asiento en la asamblea.

## Oposición
Sall fundó su propio partido, la Alianza por la República, a principios de diciembre de 2008. El ministerio del Interior acusó a Sall de lavado de dinero el 26 de enero de 2009. No obstante, Sall negó los cargos aduciendo que la acusación se había realizado por motivos políticos. A finales de febrero se decidió no procesarle por falta de pruebas. Para las elecciones municipales de 2009, Sall resultó elegido alcalde de Fatick, recibiendo 44 de los 45 escaños locales.

## Elección presidencial de 2012
Para las elecciones presidenciales en Senegal de 2012, cuya primera vuelta tuvo lugar el 26 de febrero, Sall se presentó como candidato, forzando una segunda vuelta con el 26,5% de los votos frente al 35% de Wade. En la segunda vuelta del 26 de marzo, Sall duplicó el resultado a Wade, obteniendo el 65% de los votos. El 2 de abril, Sall fue investido como nuevo presidente de Senegal.

## Elección presidencial de 2019
En las elecciones presidenciales de 2019, Sall fue reelegido presidente de Senegal con un 58,2% de los votos, con una participación del 66,2% y obteniendo la victoria en 12 de las 14 regiones del país (a excepción de Ziguinchor y Diourbel). Las misiones de observación electoral alabaron el buen desarrollo de la jornada electoral pese a las críticas de la oposición.
El 3 de julio de 2023, hizo absolutamente público que no volvería a ser candidato en las elecciones presidenciales de 2024; ya que con este anuncio puso fin a las especulaciones suscitadas sobre su posible candidatura y aliviar así la tensión política generada ante una tercera reelección y que habían dado lugar a los conflictos más graves sufridos en Senegal en los últimos años.
| Predecesor: Abdoulaye Wade | Presidente de la República de Senegal 2012 - 2024      | Sucesor: Bassirou Diomaye Faye   |
| Predecesor: Idrissa Seck   | Primer ministro de la República de Senegal 2004 - 2007 | Sucesor: Cheikh Hadjibou Soumaré |